# Anderson Esiti
Anderson Esiti (Warri, 24 maggio 1994) è un calciatore nigeriano, centrocampista del Zalaegerszeg.

## Caratteristiche tecniche
Mediano potente e forte fisicamente, nonostante la corporatura è in possesso di una buona tecnica individuale.

## Carriera

### Club
Cresciuto nel settore giovanile del Leixões, nel 2014 si trasferisce all'Estoril Praia. Il 31 agosto 2016 viene acquistato dal Gent, con cui firma un quadriennale. Il 25 luglio 2019 si trasferisce per 3,5 milioni di € al PAOK.

### Nazionale
Ha esordito con la nazionale nigeriana il 13 giugno 2015, nella partita di qualificazione alla Coppa d'Africa 2017 vinta 2-0 contro il Ciad.

## Statistiche

### Presenze e reti nei club
Statistiche aggiornate al 14 dicembre 2023.
| Stagione             | Squadra              | Campionato           | Campionato | Campionato | Coppe nazionali | Coppe nazionali | Coppe nazionali | Coppe continentali | Coppe continentali | Coppe continentali | Altre coppe | Altre coppe | Altre coppe | Totale | Totale |
| Stagione             | Squadra              | Comp                 | Pres       | Reti       | Comp            | Pres            | Reti            | Comp               | Pres               | Reti               | Comp        | Pres        | Reti        | Pres   | Reti   |
| -------------------- | -------------------- | -------------------- | ---------- | ---------- | --------------- | --------------- | --------------- | ------------------ | ------------------ | ------------------ | ----------- | ----------- | ----------- | ------ | ------ |
| 2013-2014            | Leixões              | SL                   | 36         | 0          | CP+CdL          | 3+7             | 0               | -                  | -                  | -                  | -           | -           | -           | 46     | 0      |
| 2014-2015            | Estoril Praia        | PL                   | 17         | 0          | CP+CdL          | 1+3             | 0               | UEL                | 5                  | 0                  | -           | -           | -           | 26     | 0      |
| 2015-2016            | Estoril Praia        | PL                   | 25         | 0          | CP+CdL          | 3+1             | 0               | -                  | -                  | -                  | -           | -           | -           | 29     | 0      |
| ago. 2016            | Estoril Praia        | PL                   | 2          | 0          | CP+CdL          | -               | -               | -                  | -                  | -                  | -           | -           | -           | 2      | 0      |
| Totale Estoril Praia | Totale Estoril Praia | Totale Estoril Praia | 44         | 0          |                 | 8               | 0               |                    | 5                  | 0                  |             | -           | -           | 57     | 0      |
| ago. 2016-2017       | Gent                 | D1                   | 19+6       | 0          | CB              | 2               | 0               | UEL                | 8                  | 0                  | -           | -           | -           | 35     | 0      |
| 2017-2018            | Gent                 | D1                   | 19+7       | 0          | CB              | 3               | 0               | UEL                | 1                  | 0                  | -           | -           | -           | 30     | 0      |
| 2018-2019            | Gent                 | D1                   | 20+6       | 0          | CB              | 4               | 0               | -                  | -                  | -                  | -           | -           | -           | 30     | 0      |
| Totale Gent          | Totale Gent          | Totale Gent          | 77         | 0          |                 | 9               | 0               |                    | 9                  | 0                  |             | -           | -           | 95     | 0      |
| 2019-2020            | PAOK                 | SL                   | 12+9       | 0          | CG              | 4               | 0               | UCL+UEL            | 2+2                | 0                  | -           | -           | -           | 29     | 0      |
| 2020-gen. 2021       | PAOK                 | SL                   | 9          | 0          | CG              | 0               | 0               | UCL+UEL            | 2+2                | 0                  | -           | -           | -           | 13     | 0      |
| gen.-giu. 2021       | Göztepe              | SL                   | 20         | 1          | CT              | -               | -               | -                  | -                  | -                  | -           | -           | -           | 20     | 1      |
| 2021-feb. 2022       | PAOK                 | SL                   | 11         | 0          | CG              | 1               | 0               | UECL               | 8                  | 0                  | -           | -           | -           | 20     | 0      |
| Totale PAOK          | Totale PAOK          | Totale PAOK          | 41         | 0          |                 | 5               | 0               |                    | 16                 | 0                  |             | -           | -           | 62     | 0      |
| feb.-giu. 2022       | Ferencváros          | NB1                  | 9          | 1          | MK              | 3               | 0               | -                  | -                  | -                  | -           | -           | -           | 12     | 1      |
| 2022-2023            | Ferencváros          | NB1                  | 21         | 1          | MK              | 1               | 0               | UCL+UEL            | 6+7                | 0                  | -           | -           | -           | 35     | 1      |
| 2023-2024            | Ferencváros          | NB1                  | 6          | 0          | MK              | 1               | 0               | UCL+UECL           | 1+5                | 0                  | -           | -           | -           | 24     | 3      |
| Totale Ferencvaros   | Totale Ferencvaros   | Totale Ferencvaros   | 36         | 2          |                 | 5               | 0               |                    | 19                 | 0                  |             | -           | -           | 60     | 2      |
| Totale carriera      | Totale carriera      | Totale carriera      | 254        | 3          |                 | 37              | 0               |                    | 49                 | 0                  |             | -           | -           | 340    | 3      |

### Cronologia presenze e reti in nazionale
| Cronologia completa delle presenze e delle reti in nazionale ― Nigeria | Cronologia completa delle presenze e delle reti in nazionale ― Nigeria | Cronologia completa delle presenze e delle reti in nazionale ― Nigeria | Cronologia completa delle presenze e delle reti in nazionale ― Nigeria | Cronologia completa delle presenze e delle reti in nazionale ― Nigeria | Cronologia completa delle presenze e delle reti in nazionale ― Nigeria | Cronologia completa delle presenze e delle reti in nazionale ― Nigeria | Cronologia completa delle presenze e delle reti in nazionale ― Nigeria |
| Data                                                                   | Città                                                                  | In casa                                                                | Risultato                                                              | Ospiti                                                                 | Competizione                                                           | Reti                                                                   | Note                                                                   |
| ---------------------------------------------------------------------- | ---------------------------------------------------------------------- | ---------------------------------------------------------------------- | ---------------------------------------------------------------------- | ---------------------------------------------------------------------- | ---------------------------------------------------------------------- | ---------------------------------------------------------------------- | ---------------------------------------------------------------------- |
| 13-6-2015                                                              | Abuja                                                                  | Nigeria                                                                | 2 – 0                                                                  | Ciad                                                                   | Qual. Coppa d'Africa 2017                                              | -                                                                      |                                                                        |
| 9-10-2016                                                              | Lusaka                                                                 | Zambia                                                                 | 1 – 2                                                                  | Nigeria                                                                | Qual. Mondiali 2018                                                    | -                                                                      | 73’                                                                    |
| 10-9-2019                                                              | Dnipropetrovsk                                                         | Ucraina                                                                | 2 – 2                                                                  | Nigeria                                                                | Amichevole                                                             | -                                                                      | 70’                                                                    |
| Totale                                                                 |                                                                        | Presenze                                                               | 3                                                                      |                                                                        | Reti                                                                   | 0                                                                      |                                                                        |

## Palmarès

### Club

#### Competizioni nazionali
- Coppa d'Ungheria: 1

Ferencváros: 2021-2022
- Campionato ungherese: 3

Ferencváros: 2021-2022, 2022-2023, 2023-2024